# Красноярская ГРЭС-2
Красноярская ГРЭС-2 — тепловая электрическая станция в г. Зеленогорске Красноярского края, на реке Кан, с 1 октября 2020 года входит в состав ООО «СГК».
Установленная электрическая мощность ГРЭС — 1274 МВт, установленная тепловая мощность — 976 Гкал/час. Котлы с сухим и жидким шлакоудалением. Работает на углях Бородинского и Канского угольных разрезов Канско-Ачинского угольного бассейна. Годовое количество золошлаковых отходов — около 220 тыс. тонн. Основное топливо станции — уголь, резервное — мазут.

## Выработка тепловой и электрической энергии
|                                       | 2009  | 2010  | 2011  | 2012  | 2013  | 2014  | 2015  | 2016  | 2017  |
| ------------------------------------- | ----- | ----- | ----- | ----- | ----- | ----- | ----- | ----- | ----- |
| Выработка электроэнергии, млн. кВт•ч  | 5 019 | 5 860 | 5 896 | 6 774 | 4 649 | 4 346 | 5 930 | 4 758 | 5 203 |
| Выработка тепловой энергии, тыс. ГКал | 1 260 | 1 263 | 1 089 | 1 067 | 990   | 1014  | 963   | 1 024 | 948   |
| КИУМ, %                               | 46    | 54    | 54    | 61    | 42    | 40    | 54    | 43    | 47    |

## История создания
- 1955 год. 14 ноября Советом Министров СССР принято решение о строительстве предприятия по производству оружейного урана (ныне — ОАО «Производственное объединение „Электрохимический завод“») и тепловой электростанции на площадке, расположенной северо-западнее станции Заозерная Восточно-Сибирской железной дороги, в районе населённых пунктов Усть-Барга, Ильинка, Лебедевка Красноярского края. Теплоэлектроцентраль получила обозначение ТЭЦ № 766[3].
- 1957 год. Начаты работы на площадке ТЭЦ по планировке и подготовке территории для строительства электростанции. В целях ускорения строительства принято решение использовать турбоагрегаты мощностью 150 МВт вместо проектных, но не готовых к выпуску агрегатов мощностью 200 МВт.
- 1958 год, 21 августа. Директором строящейся ТЭЦ № 766 назначен Фёдор Павлович Ба́ран[3].
- 1960 год, осень. Перекрыто течение реки Кан для строительства гидроузла.
- 1961 год, 10 июля. В 1 час 30 минут пущен первый энергоблок электростанции. Выполнил первое включение блока в энергосистему Евгений Андрианович Печёнкин, старший дежурный инженер станции.
- 1961—1964 года. Введены в строй энергоблоки № 1, 2, 3, 4, 5 в составе первой очереди электростанции.
- 1967 год, 29 апреля. Впервые по ЛЭП подано напряжение на подстанцию 500 кВ «Камала-1».
- 1974—1976 года. Введены в работу энергоблоки № 6, 7, 8 в составе второй очереди электростанции.
- 1981—1983 года. Введены в строй энергоблоки № 9, 10 в составе третьей очереди электростанции[4].
- 2005 год. Красноярская ГРЭС-2 стала полноправным участником оптового рынка продажи производственной энергии и стала поставлять до 5% в секторе свободной торговли в Сибирской ценовой зоне.
- 2010—2015 года. На Красноярской ГРЭС-2 состоялась модернизация оборудования. Современной автоматизированной системой управления технологическими процессами были оснащены энергоблоки № 1, 2, 4, 10, ХВО-1 и ХВО-2.
- 2020 год. ГРЭС вошла в состав ООО «СГК».
- 2021 год. В результате модернизации энергоблоков №5 и №6 мощность ГРЭС выросла на 14 МВт — с 1260 до 1274 МВт[5].

Источник: https://sibgenco.online/news/element/krasnoyarskaya-gres-2-podrosla-na-14-mvt/https://sibgenco.online/news/element/krasnoyarskaya-gres-2-podrosla-na-14-mvt/

## Перечень основного оборудования
| Агрегат                                                                 | Тип               | Изготовитель                        | Количество | Ввод в эксплуатацию | Основные характеристики | Основные характеристики | Источники |
| Агрегат                                                                 | Тип               | Изготовитель                        | Количество | Ввод в эксплуатацию | Параметр                | Значение                | Источники |
| ----------------------------------------------------------------------- | ----------------- | ----------------------------------- | ---------- | ------------------- | ----------------------- | ----------------------- | --------- |
| Оборудование паротурбинных установок первой очереди (энергоблоки 1—5)   |                   |                                     |            |                     |                         |                         |           |
| Паровой котёл                                                           | ПК-38             | ЗиО-Подольск                        | 6          | 1961—1963 г.        | Топливо                 | уголь, мазут            | [ 1 ]     |
| Паровой котёл                                                           | ПК-38             | ЗиО-Подольск                        | 6          | 1961—1963 г.        | Производительность      | 270 т/ч                 | [ 1 ]     |
| Паровой котёл                                                           | ПК-38             | ЗиО-Подольск                        | 6          | 1961—1963 г.        | Параметры пара          | 140 кгс/см2, 545 °С     | [ 1 ]     |
| Паровой котёл                                                           | ПК-14             | ЗиО-Подольск                        | 2          | 1964 г.             | Топливо                 | уголь, мазут            | [ 1 ]     |
| Паровой котёл                                                           | ПК-14             | ЗиО-Подольск                        | 2          | 1964 г.             | Производительность      | 170 т/ч                 | [ 1 ]     |
| Паровой котёл                                                           | ПК-14             | ЗиО-Подольск                        | 2          | 1964 г.             | Параметры пара          | 140 кгс/см2, 520 °С     | [ 1 ]     |
| Паровая турбина                                                         | К-160-130-2ПР1    | Харьковский турбогенераторный завод | 3          | 1961—1963 г.        | Установленная мощность  | 150 МВт                 | [ 1 ]     |
| Паровая турбина                                                         | К-160-130-2ПР1    | Харьковский турбогенераторный завод | 3          | 1961—1963 г.        | Тепловая нагрузка       | 45 Гкал/ч               | [ 1 ]     |
| Паровая турбина                                                         | К-160-130-2ПР1    | Харьковский турбогенераторный завод | 3          | 1961—1963 г.        | Параметры пара          | — кгс/см2, — °С         | [ 1 ]     |
| Паровая турбина                                                         | ПТ-60-90/13       | Ленинградский металлический завод   | 1          | 1964 г.             | Установленная мощность  | 50 МВт                  | [ 1 ]     |
| Паровая турбина                                                         | ПТ-60-90/13       | Ленинградский металлический завод   | 1          | 1964 г.             | Тепловая нагрузка       | 145 Гкал/ч              | [ 1 ]     |
| Паровая турбина                                                         | ПТ-60-90/13       | Ленинградский металлический завод   | 1          | 1964 г.             | Параметры пара          | — кгс/см2, — °С         | [ 1 ]     |
| Оборудование паротурбинных установок второй очереди (энергоблоки 6—8)   |                   |                                     |            |                     |                         |                         |           |
| Паровой котёл                                                           | ПК-38             | ЗиО-Подольск                        | 6          | 1974—1976 г.        | Топливо                 | уголь, мазут            | [ 1 ]     |
| Паровой котёл                                                           | ПК-38             | ЗиО-Подольск                        | 6          | 1974—1976 г.        | Производительность      | 270 т/ч                 | [ 1 ]     |
| Паровой котёл                                                           | ПК-38             | ЗиО-Подольск                        | 6          | 1974—1976 г.        | Параметры пара          | 140 кгс/см2, 545 °С     | [ 1 ]     |
| Паровая турбина                                                         | К-160-130-2       | Харьковский турбогенераторный завод | 3          | 1974—1986 г.        | Установленная мощность  | 160—164 МВт             | [ 1 ]     |
| Паровая турбина                                                         | К-160-130-2       | Харьковский турбогенераторный завод | 3          | 1974—1986 г.        | Тепловая нагрузка       | 42 Гкал/ч               | [ 1 ]     |
| Паровая турбина                                                         | К-160-130-2       | Харьковский турбогенераторный завод | 3          | 1974—1986 г.        | Параметры пара          | — кгс/см2, — °С         | [ 1 ]     |
| Оборудование паротурбинных установок третьей очереди (энергоблоки 9—10) |                   |                                     |            |                     |                         |                         |           |
| Паровой котёл                                                           | БКЗ-420-140ПТ     | Барнаульский котельный завод        | 4          | 1981—1987 г.        | Топливо                 | уголь, мазут            | [ 1 ]     |
| Паровой котёл                                                           | БКЗ-420-140ПТ     | Барнаульский котельный завод        | 4          | 1981—1987 г.        | Производительность      | 420 т/ч                 | [ 1 ]     |
| Паровой котёл                                                           | БКЗ-420-140ПТ     | Барнаульский котельный завод        | 4          | 1981—1987 г.        | Параметры пара          | 140 кгс/см2, 560 °С     | [ 1 ]     |
| Паровая турбина                                                         | ПТ-135/165-130-15 | Уральский турбомоторный завод       | 2          | 1981—1983 г.        | Установленная мощность  | 136 МВт                 | [ 1 ]     |
| Паровая турбина                                                         | ПТ-135/165-130-15 | Уральский турбомоторный завод       | 2          | 1981—1983 г.        | Тепловая нагрузка       | 285 Гкал/ч              | [ 1 ]     |
| Паровая турбина                                                         | ПТ-135/165-130-15 | Уральский турбомоторный завод       | 2          | 1981—1983 г.        | Параметры пара          | — кгс/см2, — °С         | [ 1 ]     |